# Janequeo (ATF-65)
El Janequeo (ATF-65) fue una escampavía de la Armada de Chile construido en Estados Unidos bajo el nombre USS Potawatomi (ATF-109) y transferido a Chile en 1963.

## Hundimiento

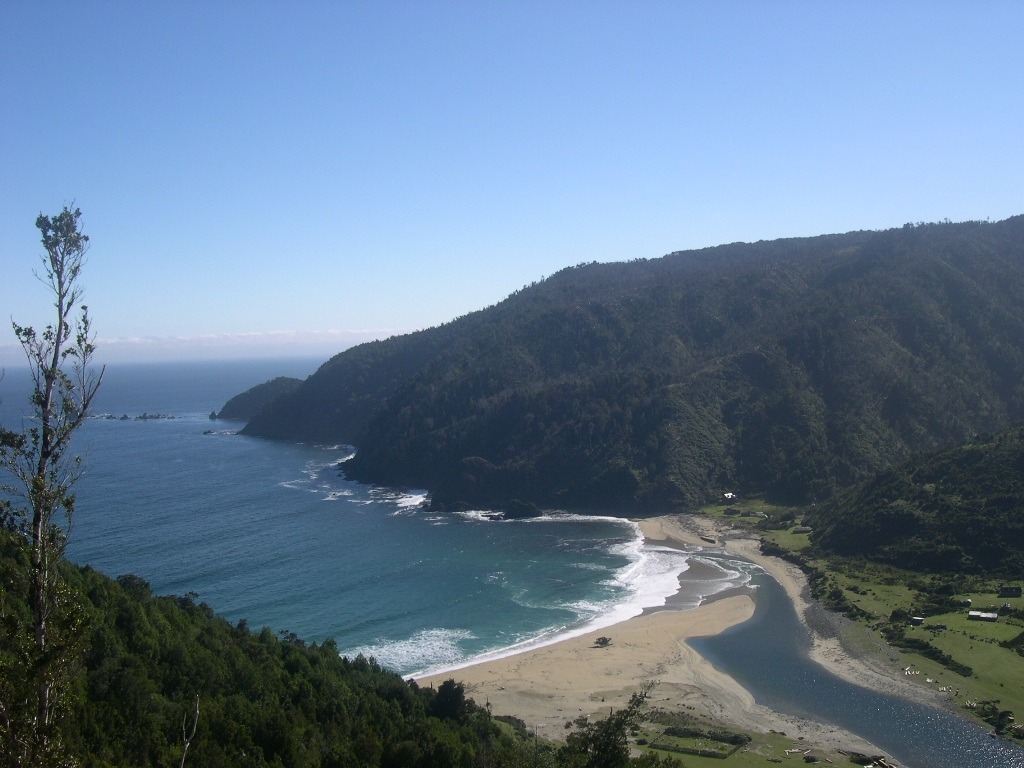
Caleta Manquemapu, al sur de Corral (Chile), lugar de hundimiento de la Janequeo.

El escampavía Janequeo se hundió el 15 de agosto de 1965, dejando por desaparecidos en el mar y presumiblemente muertos a toda la tripulación (menos 1), cuando la nave se estrelló contra unos roqueríos, mientras trataba de zafar al patrullero 'Leucotón', varado en un lugar denominado bahía San Pedro, a la cuadra de la ciudad de Purranque. Según la versión de la Armada de Chile: En la operación, el cable de remolque se enredó en la hélice y el barco quedó sin propulsión en medio de una mar gruesa y un violento temporal de viento y lluvia. La nave fue lanzada contra unos roqueríos, quebrándose en dos de sus palos y el casco se abrió al estrellarse contra la roca.
El capitán Leniz, quien no abandonó jamás su puesto de mando, cedió su salvavidas a un joven marinero, para luego caer aturdido por un golpe sobre cubierta, mientras el buque se partía en dos. Perdieron la vida en el accidente, el comandante Hemmerdinger, el capitán Leniz, el subteniente Félix Nieto Prats y el guardiamarina Hugo Hromic Mayorga y cuarenta y dos hombres de su dotación. El desastre elevó asimismo a la categoría de héroes en tiempos de paz al cabo de máquinas Leopoldo Odger Flores y al marinero Mario Fuentealba Recabarren, quienes perecieron valerosamente en la acción al rescatar a varios de sus compañeros desde las aguas.